# خوذة أم90 العراقية
خوذة أم 90 العراقية هي خوذة عسكرية، كانت نسخة منتجة محليًا من خوذة أم80 التي تم شراؤها من كوريا الجنوبية، وكانت أم 90 أقل جودة من أم 80، لأنها مصنوعة من البلاستيك، اصدرت الى القوات المسلحة العراقية من عام 1990 حتى عام 2003.